# トゥイッケナム・ストゥープ
トゥイッケナム・ストゥープ（Twickenham Stoop、非公式の名称でThe Stoop）は、イングランド、ロンドン、トゥイッケナムにあるスタジアムである。

## 概要
ラグビーユニオンのハーレクインズのホームスタジアムとなっている。スタジアム北側にはラグビーユニオンのトゥイッケナム・スタジアムがある。かつては、ハーレクインズ・ラグビーリーグ（ロンドン・ブロンコズ）もここをホームとしていた。収容人数は14,816人。
1963年に、ハーレクインズがRFUのグラウンドの道を挟んだ向かいの運動競技場を取得した。グラウンドは元イングランド代表で長年ハーレクインズで活躍したエイドリアン・ストゥープに因みストゥープ・メモリアル・グラウンド（Stoop Memorial Ground）と命名された。
グラウンドの公式名称は2005年7月にストゥープ・メモリアル・グラウンドからトゥイッケナム・ストゥープ・スタジアムに変更された。

## ギャラリー

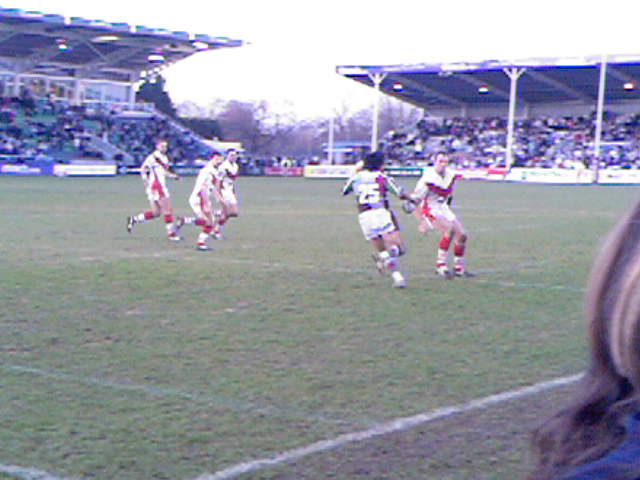
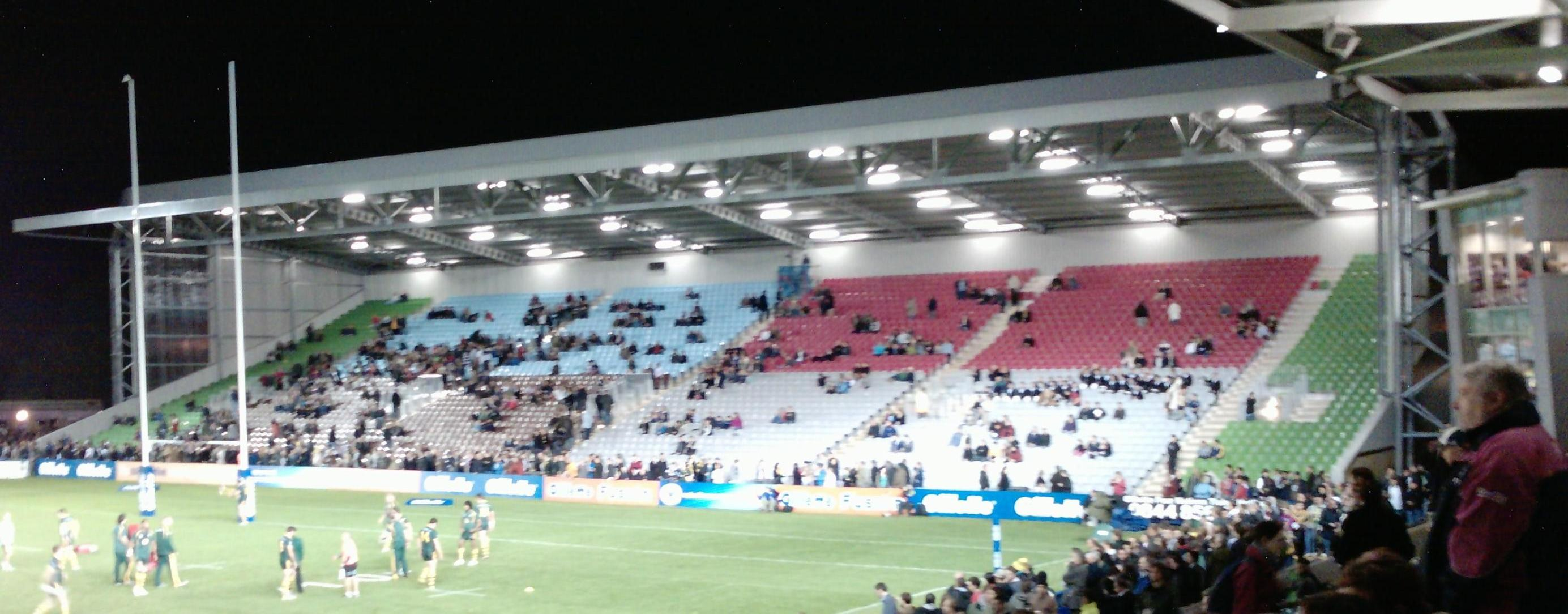
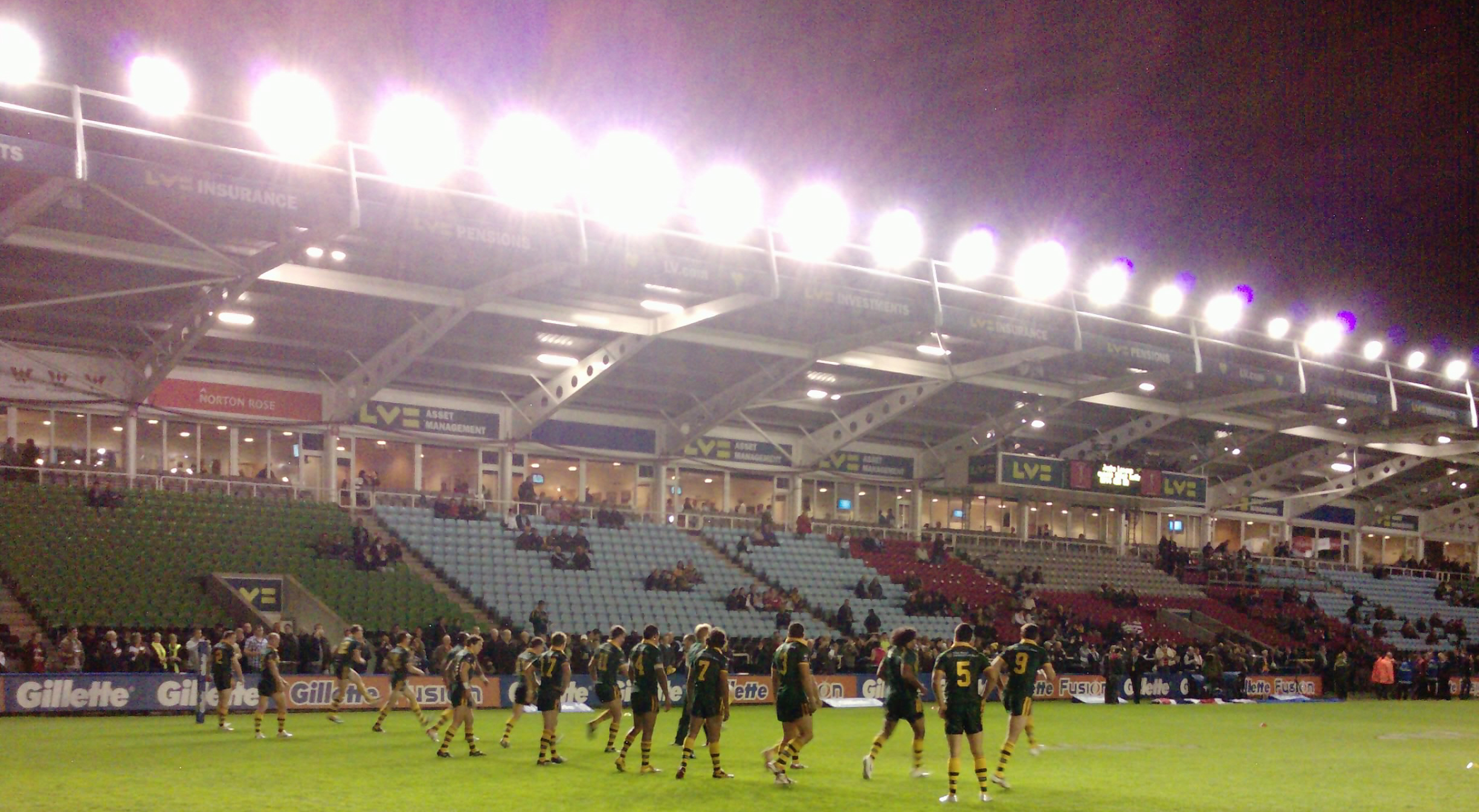
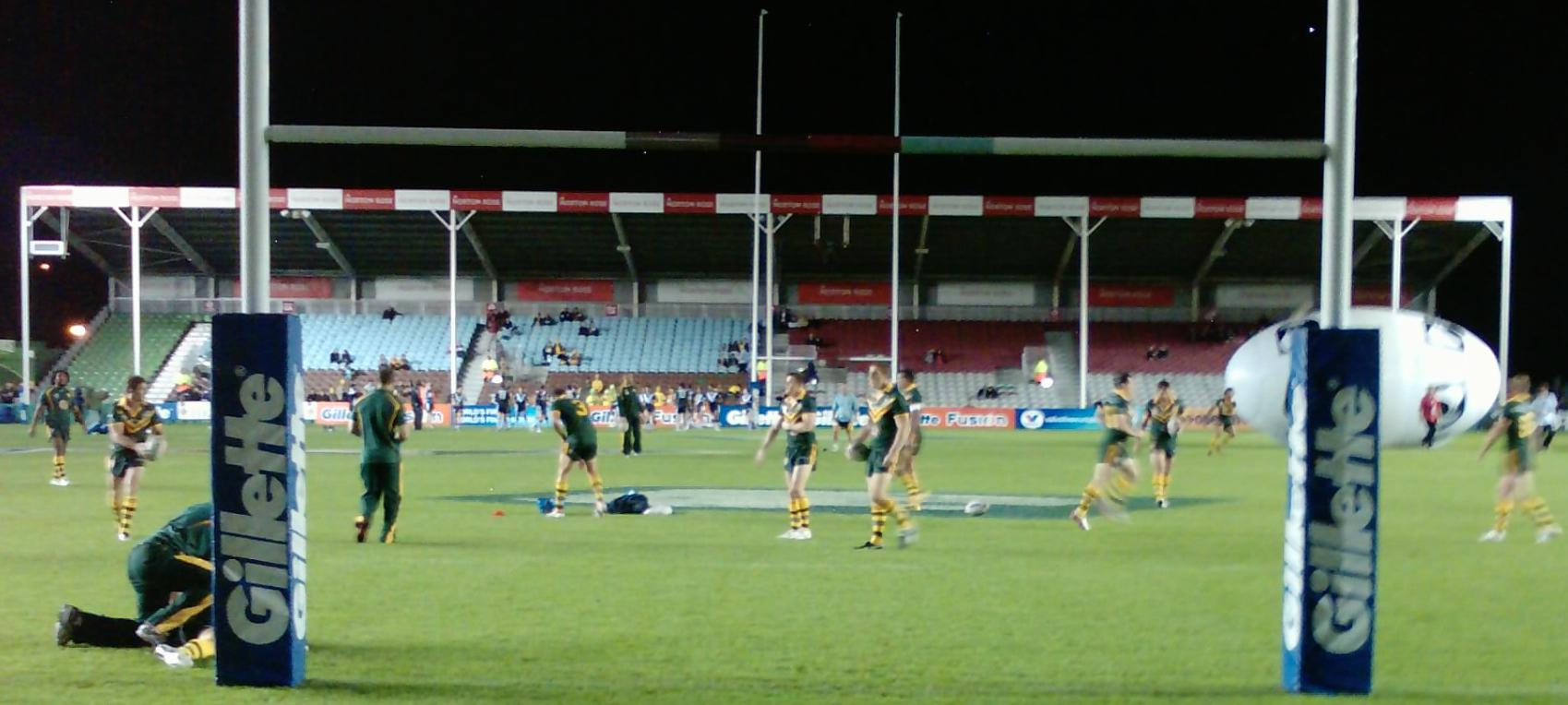
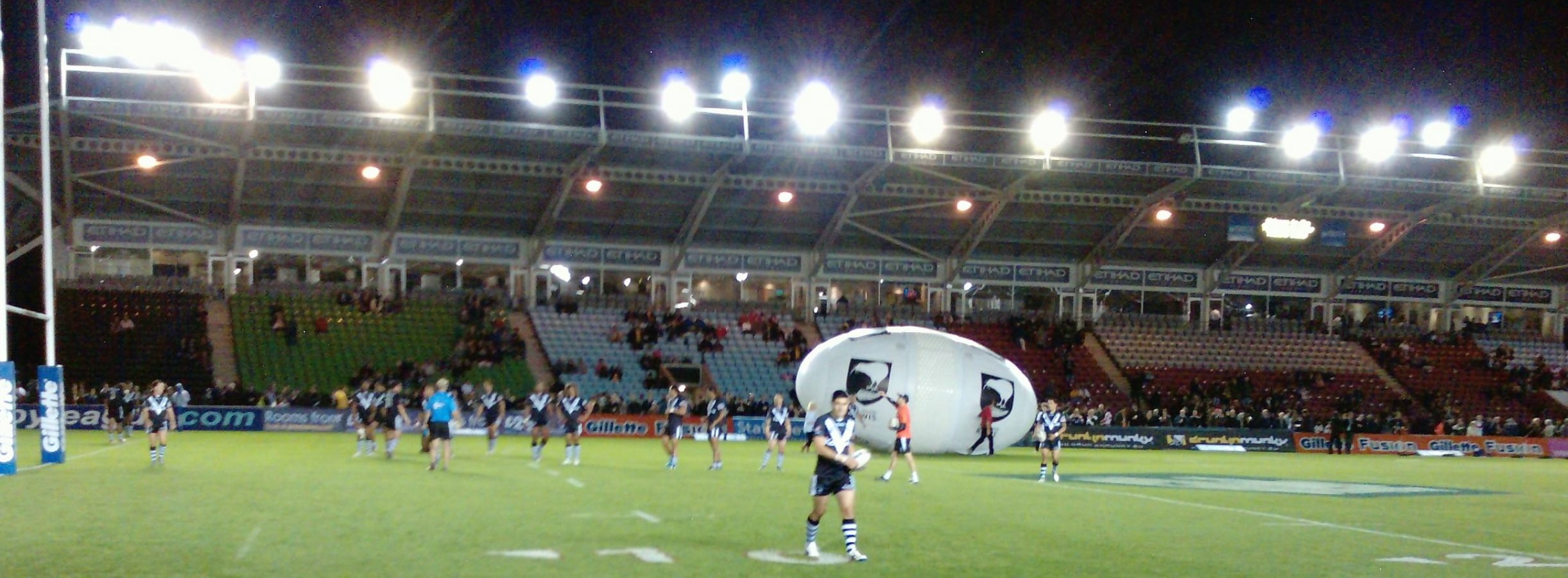
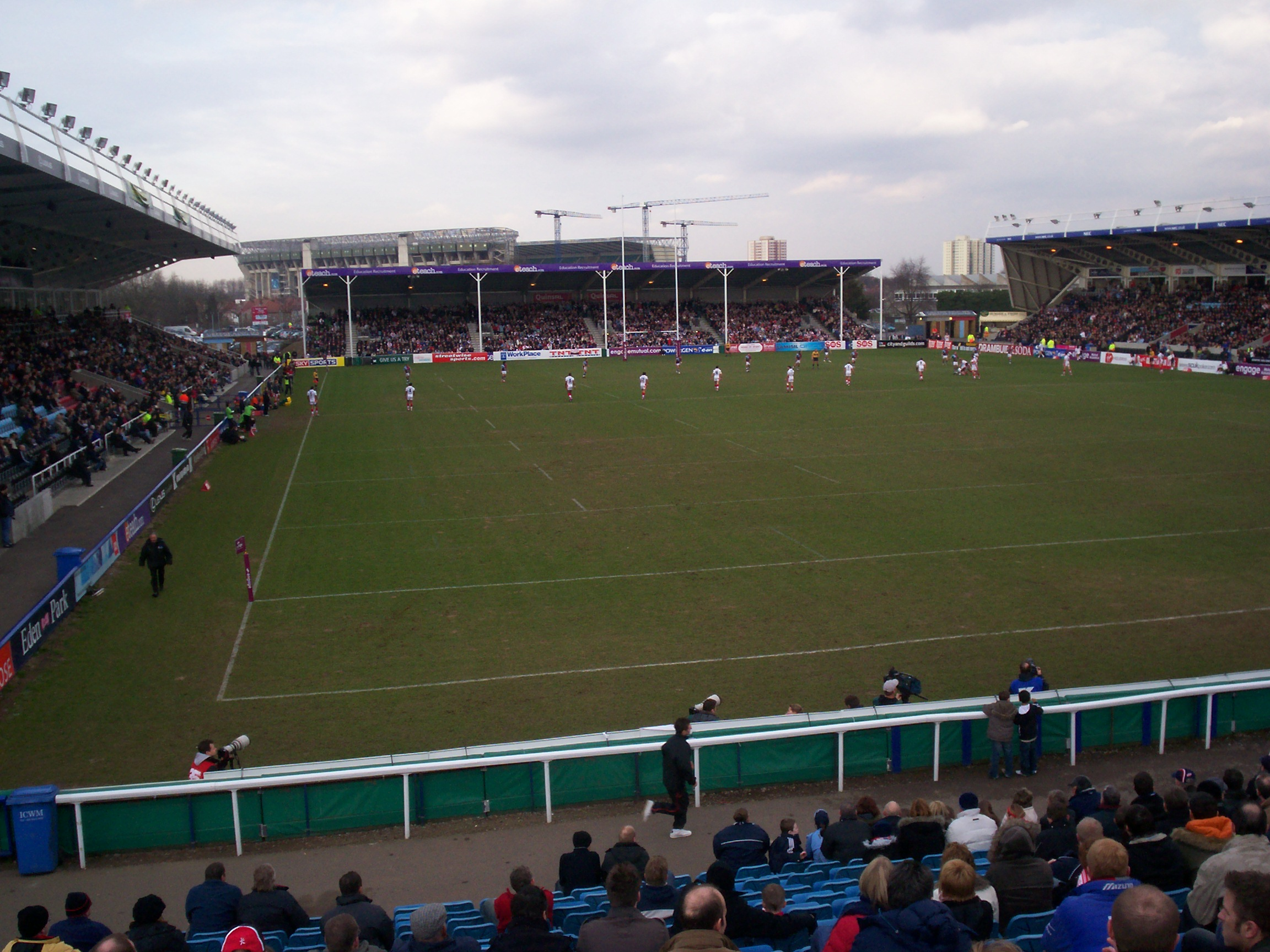